# المريندو
المريندو؛ وجبة محلية تقليدية تشتهر بها سلطنة عُمان، تتميز ببساطتها ومكوناتها الطبيعية المتوفرة في البيئة المحلية. تعد المريندو جزءًا من الثقافة الغذائية العُمانية التي توارثتها الأجيال، وهي تقدم كوجبة خفيفة في فترات الصيف، و مكوناتها ثمار النخيل والمانجو الأخضر.

## المكونات
تتكون المريندو من مكونات بسيطة وطبيعية متوفرة في البيئة العُمانية، وهي:
- الخلال (الرطب البسر): هو ثمر النخيل غير الناضج، ويتميز بنكهته الخاصة قبل تمام نضوجه.
- المانجو الأخضر: يضاف المانجو غير الناضج، وهو يمنح الوجبة نكهة حامضة مميزة.
- عصير الليمون أو قطع الليمون المقشر والمطحون: يتم استخدام الليمون لإضافة طعم حمضي.
- الملح والفلفل: يُضاف الملح والفلفل لتحسين النكهة وإضافة لمسة حارة وخفيفة.

## طريقة التحضير
تُعد المريندو بطريقة بسيطة عبر :
- خلط مكوناتها في وعاء تقليدي يسمى موقعة وسفن، ويتم طحن الخلال مع قطع المانجو الأخضر.
- يتم إضافة عصير الليمون أو قطع الليمون المطحون مع القليل من الملح والفلفل
- يتم خلط المكونات جيدًا لتتشبع النكهات قبل تقديمها كوجبة خفيفة

## الشعبية المريندو
تعتبر المريندو من الوجبات التي تلقى رواجًا في مناطق مختلفة من سلطنة عمان، وتحديدًا في الأوقات الحارة من السنة، فهي تقوم بخفض حرارة الجسم بسبب مكوناتها الحمضية، وتقوم العديد من العائلات العمانية بإعداد هذه الوجبة أثناء التجمع والمشاركة بين أفراد العائلة.

## وصلات خارجية
- مريندو أكلة عمانية
- الميرندا أكلة عمانية
- من ألذ الأكلات العمانية